# El Nuevo Mexcaltitán
El Nuevo Mexcaltitán es una localidad perteneciente al municipio de Santiago Ixcuintla, Nayarit. Anexo del ejido de Mexcaltitán, se ubica en un islote próximo a este.

## Demografía
Su población, según el censo de 2000, registró 1000 habitantes. El de 1995, registró 5000 habitantes, habiendo tenido un decremento sustancial de 6 personas.